# Бело-Колодезский участок
Бело-Колодезский участок — посёлок сельского типа в городском округе Коломна Московской области России.
До 2015 года входил в состав сельского поселения Бояркинское, до муниципальной реформы 2006 года — посёлок Горского сельского округа. Население — 79 чел. (2021).
С 2015 до 2020 года входил в городской округ Озёры.
Расположен в северо-восточной части бывшего Озёрского района, примерно в 10 км к северо-востоку от центра города Озёры. Ближайшие населённые пункты — деревни Каменка, Стребково и село Белые Колодези.

## Население
| 2002 | 2006 | 2010 | 2015 | 2021 |
| ---- | ---- | ---- | ---- | ---- |
| 94   | ↘73  | ↘63  | ↗67  | ↗79  |